# Boljevac (općina)
Općina Boljevac (srpski: Општина Бољевац) je općina u Zaječarskom okrugu u Srbiji. Središte općine je grad Boljevac.

## Stanovništvo
Prema popisu stanovništva iz 2002. godine općina je imala 15.849 stanovnika,

## Administrativna podjela
Općina Boljevac podjeljena je na jedan grad i 18 naselja.

### Gradovi
- Boljevac

### Naselja
- Bačevica
- Bogovina
- Boljevac Selo
- Valakonje
- Vrbovac
- Dobro Polje
- Dobrujevac
- Ilino
- Jablanica
- Krivi Vir
- Lukovo
- Mali Izvor
- Mirovo
- Osnić
- Podgorac
- Rtanj
- Rujište
- Savinac

## Znamenite ličnosti
- Boban Marjanović, košarkaš